# Матіас Краневіттер
Матіас Краневіттер (ісп. Matías Kranevitter, нар. 21 травня 1993, Сан-Мігель-де-Тукуман) — аргентинський футболіст, півзахисник клубу «Рівер Плейт».
Виступав, зокрема, за клуби «Зеніт» та «Монтеррей», а також національну збірну Аргентини.
Чемпіон Аргентини. Переможець Рекопи Південної Америки. Володар Кубка Лібертадорес.

## Клубна кар'єра
Народився 21 травня 1993 року в місті Сан-Мігель-де-Тукуман. Вихованець футбольної школи клубу «Рівер Плейт». Дорослу футбольну кар'єру розпочав 2012 року в основній команді того ж клубу, в якій провів три сезони, взявши участь у 58 матчах чемпіонату.
До складу клубу «Атлетіко» приєднався 2016 року. Відтоді встиг відіграти за мадридський клуб 8 матчів в національному чемпіонаті.
Частину сезону 2016–2017 провів в оренді в складі іншого іспанського клубу «Севілья».
8 серпня 2017 перейшов до російського «Зеніту» уклавши з ним чотирирічний контракт.

## Виступи за збірні
Протягом 2012–2013 років залучався до складу молодіжної збірної Аргентини. На молодіжному рівні зіграв у 4 офіційних матчах.
2015 року дебютував в офіційних матчах у складі національної збірної Аргентини. Наразі провів у формі головної команди країни 9 матчів.
У складі збірної був учасником розіграшу Кубка Америки 2016 року у США, де разом з командою здобув «срібло».
| Дата       | Місто         | Господарі | Результат               | Гості     | Турнір                       | Голи | Примітки |
| ---------- | ------------- | --------- | ----------------------- | --------- | ---------------------------- | ---- | -------- |
| 4-9-2015   | Х'юстон       | Аргентина | 7 – 0                   | Болівія   | товариський матч             | -    |          |
| 8-9-2015   | Арлінгтон     | Мексика   | 2 – 2                   | Аргентина | товариський матч             | -    | 77'      |
| 13-10-2015 | Асунсьйон     | Парагвай  | 0 – 0                   | Аргентина | Відбір до ЧС 2018            | -    |          |
| 24-3-2016  | Сантьяго      | Чилі      | 1 – 2                   | Аргентина | Відбір до ЧС 2018            | -    |          |
| 6-6-2016   | Санта-Клара   | Аргентина | 2 – 1                   | Чилі      | Копа Америка 2016 - 1-й етап | -    | 87'      |
| 14-6-2016  | Сіетл         | Аргентина | 3 – 0                   | Болівія   | Копа Америка 2016 - 1-й етап | -    |          |
| 26-6-2016  | Іст-Ратерфорд | Аргентина | 0 – 0 д.ч. (2 - 4 п.п.) | Чилі      | Копа Америка 2016 - Фінал    | -    | 57' 94'  |
| 6-10-2016  | Ліма          | Перу      | 2 – 2                   | Аргентина | Відбір до ЧС 2018            | -    |          |
| 11-11-2017 | Москва        | Росія     | 0 – 1                   | Аргентина | товариський матч             | -    |          |
| Усього     |               | Матчів    | 9                       |           | Голів                        | 0    |          |

## Титули і досягнення
- Чемпіон Аргентини (2):

«Рівер Плейт»: 2014, 2023
- Переможець Південноамериканського кубка (1):

«Рівер Плейт»: 2014
- Переможець Рекопи Південної Америки (1):

«Рівер Плейт»: 2015
- Володар Кубка Лібертадорес (1):

«Рівер Плейт»: 2015
- Чемпіон Росії (1):

«Зеніт»: 2018–19
- Чемпіон Мексики (1):

«Монтеррей»: 2019 А
- Володар Кубка Мексики (1):

«Монтеррей»: 2019-20
- Володар Ліги чемпіонів КОНКАКАФ (1):

«Монтеррей»: 2021
- Володар Суперкубка Аргентини (1):

«Рівер Плейт»: 2023
Збірні
- Срібний призер Кубка Америки: 2016